# Max Paschke (Verleger)

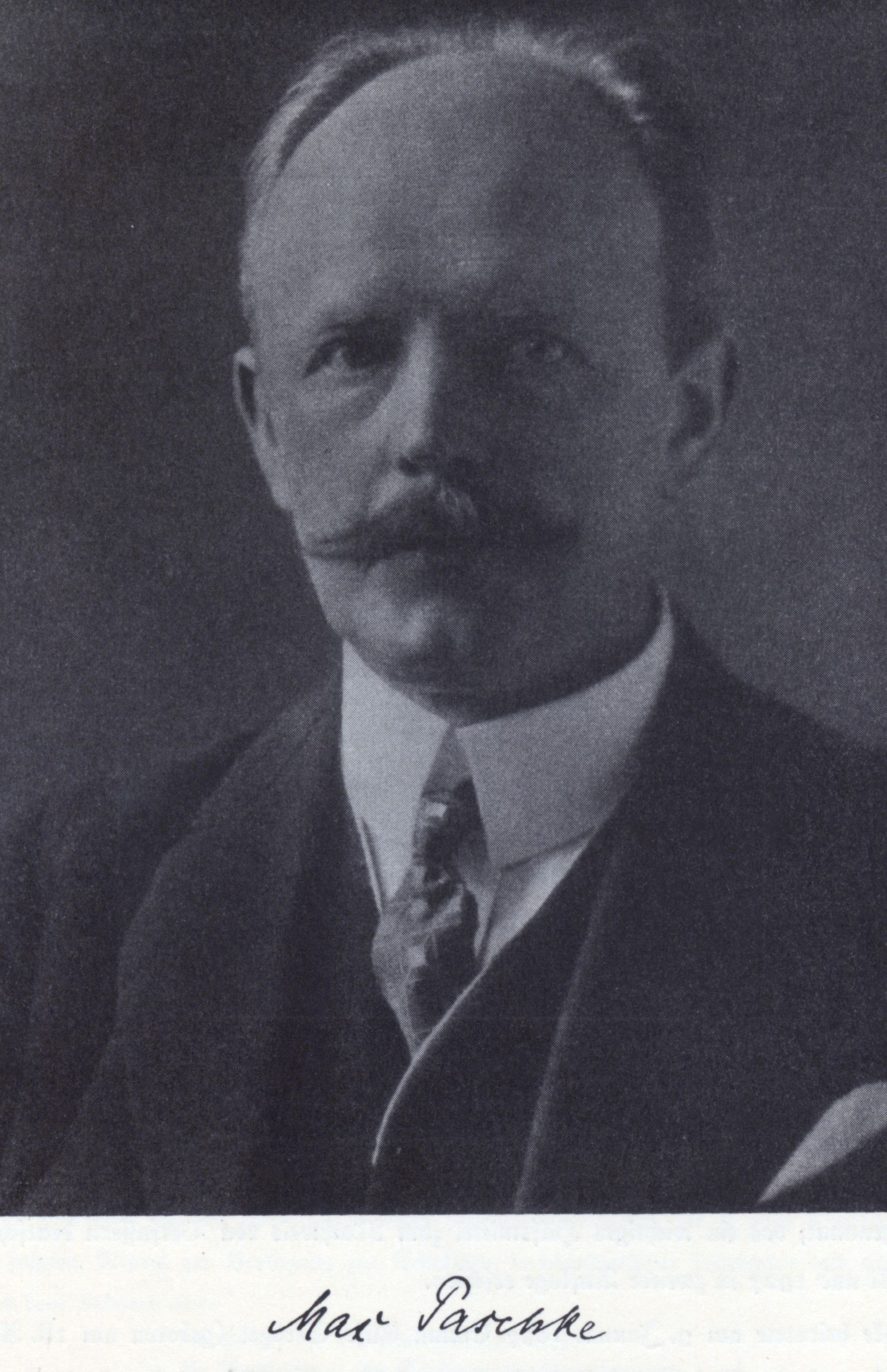
Max Paschke, Porträtfoto und Signatur

Max Anton Joseph Paschke (* 4. Februar 1868 in Schweidnitz; † 16. Dezember 1932) war ein deutscher Verleger.

## Leben
Max Paschke war der Sohn des Wagenbauers Anton Joseph Paschke und seiner Ehefrau Johanne Christliebe, geb. Forbriger. Paschkes Vater fiel 1871 im Deutsch-Französischen Krieg; der Sohn wuchs bei einem Kriegskameraden seines Vaters, Hauptmann Schubert, in Liegnitz auf, wo er die Realschule besuchte. Anschließend ging Max Paschke in der Buchhandlung Hermann Heiber in Freiburg in Schlesien in die Lehre. Nach der Lehre arbeitete er zunächst in Bromberg, bevor er nach Berlin ging. Er engagierte sich ehrenamtlich im Allgemeinen Deutschen Buchhandlungsgehilfen-Verband und im „Krebs. Gesellige Vereinigung junger Berliner Buchhändler“, wo er auch zahlreiche Vorträge zur Ausbildung des buchhändlerischen Nachwuchses hielt. 1890 wurde er im Verlag Haude & Spener angestellt; 1902 wurde er dort Geschäftsführer und 1911 erwarb er den Verlag nach dem Tod von Konrad Weidling. Paschke stärkte den wirtschaftswissenschaftlichen Zweig des Verlages; es erfolgten Neuausgaben der „Geflügelten Worte“ und des „Treppenwitzes der Weltgeschichte“. Unter dem Pseudonym Hans Eckart brachte Paschke auch eine neue Zitatensammlung unter dem Titel „Führende Worte. Lebensweisheit und Weltanschauung deutscher Dichter und Denker“ heraus. Zusammen mit dem Buchhändler Philipp Rath verfasste Paschke das „Lehrbuch des Deutschen Buchhandels“, das nach seinem Erscheinen 1908 schnell zum Standardwerk wurde und zahlreiche weitere Auflagen erlebte. Ab 1909 war Paschke an der Wirtschaftshochschule Berlin Dozent für das Fach Buchhandel. Daneben war er in verschiedenen Buchhandels-Verbänden aktiv.
1897 heiratete Paschke Emma Elise Strötzel, deren kunstgewerbliche Ausbildung sie in den Stand setzte, verschiedene Verlagszeichen zu entwerfen.
In der Darstellung der Geschichte des Verlags Haude & Spener von 1939 wird Paschke eine „ausgesprochen völkische(r) Gesinnung“ bescheinigt. Er trat 1930 der NSDAP bei (Mitgliedsnummer 183.488) und ließ 1932 in seinem Verlag die erste nationalsozialistische Wirtschaftszeitschrift erscheinen.

## Schriften (Auswahl)
- zusammen mit Philipp Rath: Lehrbuch des deutschen Buchhandels, Leipzig: Börsenverein des Deutschen Buchhandels 1908 (zahlreiche weitere Auflagen)
  - Bd. 1: Das Buch. Der Handel. Der Buchhandel. Der Verlagsbuchhandel
  - Bd. 2: Der Sortimentsbuchhandel. Das Antiquariat. Der Kolportagebuchhandel. Der Reisebuchhandel. Das buchhändlerische Kommissionsgeschäft. Das Barsortiment.
- Der deutsche Buchdruck-Preistarif: Bericht der Kommission des Deutschen Verlegervereins, Leipzig: Deutscher Verlegerverein 1910 (online)
- Hg. (unter dem Pseudonym Hans Eckart): Führende Worte. Lebensweisheit und Weltanschauung deutscher Dichter und Denker, Berlin: Paschke 1912.